# جکسون باستویک
جکسون باستویک (انگلیسی: Jackson Bostwick؛ زادهٔ ۲۳ اکتبر ۱۹۴۳) بازیگر اهل ایالات متحده آمریکا است.
جکسون باستویک رزمی‌کار هم هست و جیت کان دو، کونگ‌فو و وینگ‌چون می‌داند.
از فیلم‌ها یا برنامه‌های تلویزیونی که وی در آن نقش داشته است، می‌توان به شزم! و ترون اشاره کرد.